# Billbergia horrida
Espèce
Classification phylogénétique
Billbergia horrida est une espèce de plantes à fleurs de la famille des Bromeliaceae, endémique de la forêt atlantique (mata atlântica en portugais) au Brésil.

## Distribution
L'espèce est endémique des régions du sud-est du Brésil et se rencontre notamment dans le sud-est de l'État de Bahia.

## Description
L'espèce est épiphyte.